# Skotska episkopalkyrkan
Skotska Episkopalkyrkan (engelska: Scottish Episcopal Church, skotsk gaeliska: Eaglais Easbaigeach na h-Alba) är den anglikanska kyrkan i Skottland.

## Före 1689

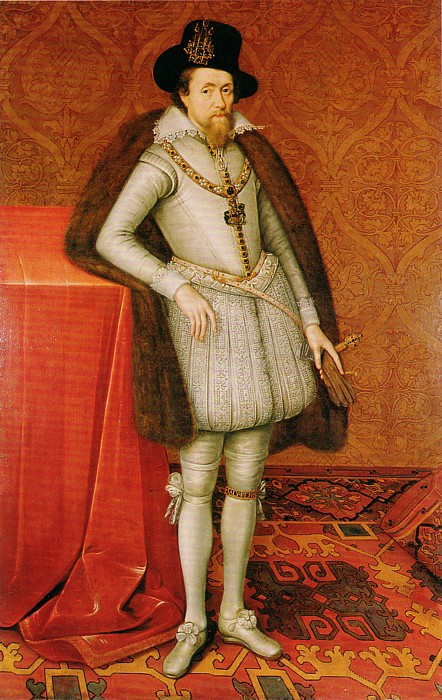
Kung Jakob I (IV) av England och Skottland omkring 1606

Skotska kyrkan hade 1560 beslutat att lämna kyrkogemenskapen med påven i Rom, och antog en presbyteriansk författning och en kalvinistisk teologi. I England pågick sedan samma år istället utvecklingen av en anglikansk kyrka, i högre utsträckning färgad av renässanshumanismen och filippism.
1584 fick kung Jakob VI av Skottland det skotska parlamentet att anta the Black Acts, som ställde kyrkan under kunglig kontroll med två biskopar. Detta mötte starkt motstånd och kungen tvingades gå med på att generalförsamlingen skulle fortsätta styra kyrkan.
Efter att Jakob 1603 blivit engelsk kung (under namnet Jakob I) hindrade han generalförsamlingen från att samlas och utökade antalet biskopar. 1618 samlade han kyrkans generalförsamling och drev igenom fem artiklar, de s.k. Perth-artiklarna, om episkopala bruk. Dessa bojkottades i vida kretsar. Teologerna i Aberdeen vid denna tid är kända för att ha intagit en anglikansk och renässanshumanistisk teologisk position. De ställde sig positiva till de fem Perth-artiklarna, och motarbetade den kalvinistiska predestinationsläran.
Jakobs son Karl I kröntes 1633 i St Giles Cathedral i Edinburgh, enligt anglikansk ritual. Biskoparna Maxwell av Ross och Wedderburn av Dunblane sammanställde, med stöd av ärkebiskop William Laud, en version av the Book of Common Prayer, Den Allmänna Bönboken, som byggde på 1549 års engelska upplaga. När Karl I 1637, lät använda denna i en gudstjänst i katedralen i Edinburgh som han själv bevistade, så ledde det till ett uppror som resulterade i biskopskrigen.
När Karls son och tronföljare, Karl II, återvände till sin position som kung av Skottland 1660, återinfördes en episkopal organisation av Skotska kyrkan, parallellt med de presbyterianska organisatoriska elementen. Konfirmationer, vigslar och begravningar utfördes på anglikanskt sätt, medan morgonböner och aftonböner utfördes på presbyterianskt sätt. I praktiken avgjorde lokala teologiska opinioner, huruvida eukaristin firades på episkopalt eller presbyterianskt sätt: Trakten kring Glasgow tenderade i presbyteriansk riktning, trakten kring Aberdeen i episkopal riktning, medan trakten kring Edinburgh var känslig för sekulära realpolitiska skiftningar.

## 1700-talet
Den organisatoriska, liturgiska och teologiska spänningen mellan den odelade kyrkans presbyterianska och episkopala flygel löstes 1689, genom att kyrkan i Skottland delades i två trossamfund. 
Det ena, Skotska kyrkan, antog en presbyteriansk författning med calvinsk teologi, och förblev statskyrka. Detta trossamfund ställde sig lojalt till Vilhelm III av England. 
Det andra, Skotska Episkopalkyrkan, behöll en episkopal författning med anglikansk teologi, och blev ett från staten fritt trossamfund. Detta trossamfund ställde sig lojalt till det landsflyktiga huset Stuart, och skulle så förbli, till dess Karl Edvard Stuart avled 1788. Episkopalkyrkan stod i kyrkogemenskap med de engelska edsvägrarna: Anglikaner som förblev trogna huset Stuart, och som betonade anglikanismens reformkatolska identitet. Den Skotska Episkopalkyrkan blev så den andra anglikanska kyrkan utanför England ( Irländska kyrkan hade blivit anglikansk 1536, men levde fram till dess det irländska parlamentet 1778 antog den s.k. Papists Act med en situation under vilken många nominella medlemmar utövade romersk-katolsk kristendom). Under de första två decennierna efter klyvningen mellan Skotska Kyrkan och Skotska Episkopalkyrkan rådde spänningar, som i lag begränsade Episkopalkyrkans gudstjänstliv, men den så kallade Toleration Act antogs 1712.
I episkopala miljöer bedrevs kyrkohistoriska studier av den tidiga kyrkan, och de tidiga, östkyrkliga, gudstjänstordningarna kom att bli inspirationskällor till liturgiska reformer. Episkopalerna återinförde den fornkyrkliga seden att blanda vatten i vinet under eukaristifirandet. De behöll epiklesbönen och anamnesbönen från 1549 och 1637 års upplagor av Den Allmänna Bönboken, och förbönen för de hädangångnas själar som förekom i dessa upplagor. De reserverade altarets sakrament efter eukaristifirandets slut, för att kunna dela ut det överblivna sakramentet till sjuka. En lätt bearbetad ordning för eukaristifirandet antogs 1764. 
När de engelska biskoparna av rättsliga skäl var förhindrade att biskopsviga någon som inte var engelsk medborgare, hjälpte Skotska Episkopalkyrkans biskopar den nybildade Amerikanska Episkopalkyrkan, genom att 1784 biskopsviga Samuel Seabury till biskop av Connecticut och Rhode Island, mot löfte om att Seabury skulle använda den skotska upplagan av Den Allmänna Bönboken. Den amerikanska bönbok som verkligen antogs 1789 var en kompromiss mellan flera intressen, men uppvisade många gemensamma drag med den skotska upplagan.

## Senare tid
Först 1864 fick skotsk-episkopala diakoner och präster rätt att söka tjänst i Engelska Kyrkan. Skotska biskopar deltog vid den första internationella Lambethkonferensen 1867, och har deltagit vid de följande konferenserna vart tionde år. Bönboken reviderades 1912 och 1929. Alternativa gudstjänstordningar, som kompletterar, men inte ersätter, bönboken antogs 1970 och 1982.
Kvinnor diakonvigdes för första gången 1985 och prästvigdes 1994. Det skotsk-episkopala kyrkomötet beslutade 2002 att ändra bestämmelserna i Kanoniska Lagen, för att möjliggöra biskopsvigning av kvinnor.
Sedan 2017 förekommer vigselgudstjänster vid ingående av äktenskap mellan personer av samma kön. Detta beslut har lett till, att ledamöter från Skotska Episkopalkyrkan under tidsperioden 2017-2020 hindras från att delta i beslut som rör lärofrågor inom Anglikanska Kyrkogemenskapens internationella organ.